# Циклодекан
Циклодекан (cyclodecane) — органическое вещество класса циклоалканов. Химическая формула — C10H20.
В природе встречается в составе нефти.

## Физические свойства
Бесцветная жидкость.

## Химические свойства
На платинированном угле или в присутствии палладия циклодекан при нагревании в парообразном состоянии образует смесь нафталина, азулена и других углеводородов.
В присутствии кобальтового, марганцевого и других катализаторов циклодекан окисляется воздухом до смеси циклодеканола и циклодеканона. Каталитические превращения циклодекана в присутствии никелевого катализатора при 200°С сопровождались образованием н-декана, н-нонана, изомерных метилнонанов, циклононана и транс-декалина.

## Конформации

Экстранулярные и интранулярные связи в конформациях циклодекана

Циклодекан значительно более напряжен, чем циклогексан. Причиной этого напряжения в основном являются ван-дер-ваальсовы взаимодействия.
В циклодекане 14 связей ориентированы наружу и называются экстранулярными (двух типов: восемь напоминают экваториальные связи в циклогексане, шесть — аксиальные). Остальные шесть связей — интранулярные, направленные внутрь кольца. В данной конформации циклодекана не все СН2-группы равноценны; у некоторых СН2-групп обе связи ориентированы экстранулярно (тип I), а у других — одна связь интранулярна, а вторая экстранулярна, причем последняя может быть ориентирована либо экваториально (тип II), либо аксиально (тип III). Именно интранулярные атомы водорода и создают «внутримолекулярную тесноту», ответственную за повышение энергии молекулы циклодекана. Расстояния между интранулярными атомами водорода одного слоя, определённые по модели, составляют 0,184 нм (при сумме ван-дер-ваальсовых радиусов 0,24 нм).

## Токсичность
При нанесении на кожу морских свинок вызывает воспалительную реакцию — покраснение и утолщение эпидермиса.